# Elezione del Presidente della Camera del 1994
L'elezione del presidente della Camera del 1994 per la XII legislatura della Repubblica Italiana si è svolta tra il 15 e il 16 aprile 1994.
Il presidente della Camera uscente è Giorgio Napolitano. Presidente provvisorio della Camera è Alfredo Biondi.
Presidente della Camera dei deputati, eletta al IV scrutinio, è Irene Pivetti, esponente della Lega Nord.

## L'elezione

### Preferenze per Irene Pivetti
| Scrutinio | Voti | Percentuale |
| --------- | ---- | ----------- |
| I         | 340  | 54%         |
| II        | 330  | 53,1%       |
| III       | 322  | 52,1%       |
| IV        | 347  | 56,2%       |

## 15 aprile 1994

### I scrutinio
Per la nomina è richiesta una maggioranza pari a due terzi dei deputati.
| Dati votazione | Dati votazione |                | Nome             | Nome | Voti |
| -------------- | -------------- | -------------- | ---------------- | ---- | ---- |
| Presenti       | 623            |                | Irene Pivetti    | 340  |      |
| Votanti        | 617            |                | Anna Finocchiaro | 192  |      |
| Astenuti       | 6              |                | Gabriele De Rosa | 32   |      |
| Maggioranza    | 420            |                | Voti dispersi    | 18   |      |
|                |                | Schede bianche | 25               |      |      |
| Schede nulle   | 10             |                |                  |      |      |

Poiché nessun candidato raggiunge il quorum richiesto, si procede al II scrutinio.

### II scrutinio
Per la nomina è richiesta una maggioranza pari a due terzi dei votanti.
| Dati votazione | Dati votazione |    | Nome              | Nome | Voti |
| -------------- | -------------- | -- | ----------------- | ---- | ---- |
| Presenti       | 621            |    | Irene Pivetti     | 330  |      |
| Votanti        | 621            |    | Anna Finocchiaro  | 192  |      |
| Astenuti       | 0              |    | Gabriele De Rosa  | 31   |      |
| Maggioranza    | 414            |    | Roberto Maroni    | 14   |      |
|                |                |    | Clemente Mastella | 7    |      |
|                | Voti dispersi  | 21 |                   |      |      |
| Schede bianche | 17             |    |                   |      |      |
| Schede nulle   | 9              |    |                   |      |      |

Poiché nessun candidato raggiunge il quorum richiesto, si procede al III scrutinio.

## 16 aprile 1994

### III scrutinio
Per la nomina è richiesta una maggioranza pari a due terzi dei votanti.
| Dati votazione | Dati votazione |    | Nome             | Nome | Voti |
| -------------- | -------------- | -- | ---------------- | ---- | ---- |
| Presenti       | 617            |    | Irene Pivetti    | 322  |      |
| Votanti        | 617            |    | Anna Finocchiaro | 194  |      |
| Astenuti       | 0              |    | Gabriele De Rosa | 33   |      |
| Maggioranza    | 412            |    | Roberto Maroni   | 14   |      |
|                |                |    | Alfredo Biondi   | 9    |      |
|                | Voti dispersi  | 22 |                  |      |      |
| Schede bianche | 16             |    |                  |      |      |
| Schede nulle   | 7              |    |                  |      |      |

Poiché nessun candidato raggiunge il quorum richiesto, si procede al IV scrutinio.

### IV scrutinio
Per la nomina è richiesta la maggioranza assoluta dei votanti.
| Dati votazione | Dati votazione |   | Nome             | Nome | Voti |
| -------------- | -------------- | - | ---------------- | ---- | ---- |
| Presenti       | 617            |   | Irene Pivetti    | 347  |      |
| Votanti        | 617            |   | Anna Finocchiaro | 195  |      |
| Astenuti       | 0              |   | Gabriele De Rosa | 31   |      |
| Maggioranza    | 309            |   | Alfredo Biondi   | 11   |      |
|                |                |   | Roberto Maroni   | 9    |      |
|                | Voti dispersi  | 7 |                  |      |      |
| Schede bianche | 13             |   |                  |      |      |
| Schede nulle   | 4              |   |                  |      |      |

Risulta eletta: Irene Pivetti (LN)